# Miletus sarus
Miletus sarus är en fjärilsart som beskrevs av Hans Fruhstorfer 1913. Miletus sarus ingår i släktet Miletus och familjen juvelvingar. Inga underarter finns listade i Catalogue of Life.